# Тремейн, Джефф
Джеффри Джеймс Тремейн (англ. Jeffrey James Tremaine, род. 4 сентября 1966, Роквилл, Мэриленд) — американский кинорежиссёр, сценарист, продюсер и шоураннер.
Наиболее известен как один из создателей франшизы «Чудаки» вместе со Спайком Джонзом и Джонни Ноксвиллом.

## Биография
Тремейн — бывший редактор журнала о скейтбордной культуре Big Brother и бывший арт-директор влиятельного журнала BMX GO, а также бывший профессиональный гонщик на BMX. Он был исполнительным продюсером реалити-шоу MTV «Роб и Большой» фильмов Rob Dyrdek’s Fantasy Factory, Ridiculousness, Nitro Circus и Loiter Squad.
Тремейн был режиссером и продюсером всех фильмов франшизы «Чудаки».
В 2014 году Тремейн основал продюсерскую компанию Gorilla Flicks.
После сообщения, что Тремейн будет снимать биографический фильм о Mötley Crüe «Грязь», он публично выступил на пресс-конференции последнего тура группы, подтвердив эту новость, а также выразив своё волнение перед съёмками, заявив: «Грязь — это фильм, который я хотел снять с тех пор, как прочитал книгу в 2002 году». Год спустя студия Focus Features объявила, что занялась работой над фильмом, оставив Тремейна в роли режиссёра.
В 2015 году Тремейн снял сериал для WWE Network WWE Swerved. В июле 2015 года Тремейн снял фильм из серии «30 событий за 30 лет» под названием Angry Sky для ESPN. В сентябре 2016 года Тремейн снял новое видео о безопасности для American Airlines. Его фильм «Плохая поездка» вышел на Netflix в 2021 году.

## Личная жизнь
Тремейн живёт в Лос-Анджелесе со своей женой, подкастером и писателем Лорой Тремейн и их двумя детьми.

## Фильмография

### Фильмы
| Год  | Заголовок                                                      | Роль | Примечания                   |
| ---- | -------------------------------------------------------------- | ---- | ---------------------------- |
| 1996 |                                                                | Сам  | Видео документальный фильм   |
| 1998 | Номер два: Большой брат                                        |      | Создатель                    |
| 1999 |                                                                |      | Директор                     |
| 2001 |                                                                |      | Режиссёр                     |
| 2002 | Чудаки: Фильм                                                  | Сам  | Режиссёр, продюсер, писатель |
| 2002 | CKY4: новейшее и величайшее                                    | Сам  | Прямо к видео                |
| 2004 | Стив-О: Ранние годы                                            | Сам  | Прямо к видео                |
| 2006 | Чудаки 2                                                       | Сам  | Режиссёр, продюсер, писатель |
| 2007 | Чудаки 2.5                                                     | Сам  | Режиссёр, продюсер, писатель |
| 2008 | Чудаки представляют: дань уважения Мэта Хоффмана Эвелу Книвелу |      | Исполнительный продюсер      |
| 2009 | Чудаки: Потерянные ленты                                       | Сам  | Режиссёр, продюсер, писатель |
| 2010 | Чудаки 3D                                                      | Сам  | Режиссёр, продюсер, писатель |
| 2011 | Чудак 3.5                                                      | Сам  | Режиссёр, продюсер, писатель |
| 2012 | Нитро-Цирк: Фильм                                              | Сам  |                              |
| 2013 | Чудаки представляет: плохой дедушка                            |      | Режиссёр, продюсер, писатель |
| 2014 | Чудаки представляют: Плохой дедушка.5                          |      | Режиссёр, продюсер, писатель |
| 2015 | Быть Эвелом                                                    |      | Режиссёр                     |
| 2017 | Тупой: История журнала Big Brother                             | Сам  | Режиссёр                     |
| 2019 | Грязь                                                          |      | Директор                     |
| 2021 | Плохое путешествие                                             |      | Режиссёр                     |
| 2021 | Чудаки навсегда                                                | Сам  | Режиссёр, продюсер, писатель |

### Телевидение
| Год                    | Заголовок                           | Роль           | Примечания                                           |
| ---------------------- | ----------------------------------- | -------------- | ---------------------------------------------------- |
| 2000-2002 гг.          | Придурок                            | Сам            | Соавтор Директор Исполнительный продюсер (4 эпизода) |
| 2002                   | Чудаки барбекю на заднем дворе      | Сам            | Исполнительный продюсер                              |
| 2003-2006 гг.          | Wildboyz                            | Сам            | Соавтор Директор Исполнительный продюсер             |
| 2006-2008              | Роб и большой                       |                | Соавтор Исполнительный продюсер                      |
| 2007                   | 24 часа с. .                        | Сам            | Эпизод: Стив-О                                       |
| 2007-2009              | Нитро Цирк                          | Сам            | Соавтор Режиссёр (3 эпизода) Исполнительный продюсер |
| 2008                   | Jackassworld.com: захват за 24 часа | Сам            | Исполнительный продюсер                              |
| 2009                   | Стив-О: Гибель и восстание          | Сам            | Исполнительный продюсер                              |
| 2009-2015 гг.          | Фабрика фантазий Роба Дирдека       |                | Соавтор Исполнительный продюсер                      |
| 2010                   | Дудесоны в Америке                  |                | Соавтор Исполнительный продюсер                      |
| 2010-2015 гг.          | ESPN’s 30 на 30                     |                | Режиссёр (2 эпизода)                                 |
| 2011                   | Дань Райану Данну                   | Сам            | Исполнительный продюсер                              |
| 2011 — настоящее время | Нелепость                           | Сам (1 эпизод) | Соавтор Исполнительный продюсер                      |
| 2012-2014 гг.          | Бродячий отряд                      |                | Режиссёр (8 серий) Исполнительный продюсер           |
| 2014                   | CKY: Величайшие хиты                | Сам            | ТВ фильм                                             |
| 2015-2016 гг.          | Свернул                             | Сам            | Соавтор Директор Исполнительный продюсер             |
| 2021                   | Неделя чудаков-акул                 |                | Исполнительный продюсер                              |

### Видеоигры
| Год  | Заголовок    | Роль | Примечания             |
| ---- | ------------ | ---- | ---------------------- |
| 2007 | Чудаки: Игра | Сам  | Голос Захвата движения |